# إيليا ماتي
إيليا فيدوروفيتش ماتي (بالروسية: Илья Fedorovich Mate، وُلد في 6 أكتوبر 1956) هو لاعب مصارعة حرة سوفيتي، فاز بميداليات ذهبية في دورة الألعاب الأولمبية الصيفية 1980 وفي بطولة العالم للمصارعة 1979 وبطولة العالم للمصارعة 1982، والميدالية البرونزية في بطولة العالم للمصارعة 1981 في إسكوبية عاصمة مقدونيا الشمالية عام 1981. وحصل على لقب أستاذ الرياضة الفخري في الاتحاد السوفيتي عام 1979. وهو أول بطل أولمبي في المصارعة الحرة من الاتحاد السوفيتي بين رياضيين يمثلون جمعية رياضية ريفية.
لعب في جمعية كولوس الرياضية التطوعية في دونيتسك. حاز على لقب بطل العالم مرتين (1979، 1982)، وكأس العالم (1981)، والميدالية البرونزية في بطولة العالم عام 1981، والميدالية الفضية في كأس العالم عام 1978، وبطل أوروبا عام 1979، وبطل الألعاب الجامعية عام 1981 ، وبطل الاتحاد السوفيتي أربع مرات أعوام 1978، 1979، 1980، 1982، والفائز بكأس سبارتاكياد لشعوب الاتحاد السوفيتي عام 1979.
اشتهر ماتي بمظهره المترهل الذي يوهم خصومه بأنه فريسة سهلة، بالإضافة إلى حركاته السريعة المفاجئة ومهاراته في الحلبة، وتجنبه للصدف، وعدم ترك أي ثغرات.بعد اعتزاله المنافسات، عمل كرائد أعمال خاص في دونيتسك، وظلّ عضوًا في اتحاد دونيتسك للمصارعة. منذ عام 2003، أقيمت بطولة سنوية للمصارعة الحرة للناشئين في منطقة دونيتسك تكريمًا له.

### نشأته
وُلد ماتيإيليا ماتي عام 1956 في قرية ستاروجناتوفكا، منطقة ستالين، لأب يوناني وأم أوكرانية. بدأ التدريب على مصارعة كوريش أثناء دراسته في المدرسة الثانوية، تخرج من معهد ماكيفكا للهندسة المدنية. 
بدأ ماتي المصارعة الحرة عام 1970، وفاز بلقب الوزن الثقيل السوفيتي في أعوام 1978، 1982.
بدأ ممارسة المصارعة الوطنية في المدرسة تحت إشراف المدرب فيكتور بوروتا بعد إكماله دراسة لمدة ثماني سنوات في القرية، التحق بمدرسة دونيتسك التعاونية، حيث بدأ ممارسة المصارعة الحرة أيضًا تحت إشراف بوروتا. في عام 1974، فاز في بطولة الاتحاد السوفيتي بين الشباب، جاء في المركز الثاني في بطولة العالم للناشئين في فئة تصل إلى 90 كيلوغرامًا عام 1975.

## مسيرته الرياضية
بعد أن تنافس لأول مرة في بطولة الاتحاد السوفييتي للكبار عام 1976، حقق المركز الرابع. وفي عام 1978، حقق المركز الثاني في كأس العالم في توليدو، أثبت أحقيته بالمشاركة في دورة الألعاب الأولمبية الصيفية 1980 في موسكو في المباريات التأهيلية والمنافسات مع مصارعين مشهورين مثل إيفان ياريجين وليفان تيدياشفيلي
في دورة الألعاب الأولمبية الصيفية 1980 في موسكو، تنافس في فئة وزن 100 كيلوغرام، في الجولة الأولى في الدقيقة الرابعة قام بتثبيت سانتياغو موراليس من إسبانيا،
وفي الجولة الثانية، وفي الدقيقة الثامنة، فاز على باربرا مورغان من كوبا بسبب استبعاد منافسه، وفاز في الجولة الثالثة في الدقيقة الثانية من المباراة بعدما قام بتثبيت أنتال بودو من المجر، وفي الجولة الرابعة تغلب على سلافشو تشيرفينكوف من بلغاريا بنتيجة 6-4، وفي الجولة الخامسة فاز على توماس بوس من بولندا بنتيجة 9-2 وتقدم إلى الجزء النهائي من المنافسة،
وفي الجولة السادسة فاز على جوليوس سترنيسكو من تشيكوسلوفاكيا بنتيجة 15-3. لم يشارك في الجولة السابعة بعد بفوز بالفعل بالميدالية الذهبية الأولمبية.
| حالة                                                     | الخصم                                                    | النتيجة                                                  | الوقت                                                    | التاريخ                                                  | الحدث                                                    | الموقع                                                   |
| حائز على الميدالية الذهبية الأولمبية 1980 في وزن 100 كجم | حائز على الميدالية الذهبية الأولمبية 1980 في وزن 100 كجم | حائز على الميدالية الذهبية الأولمبية 1980 في وزن 100 كجم | حائز على الميدالية الذهبية الأولمبية 1980 في وزن 100 كجم | حائز على الميدالية الذهبية الأولمبية 1980 في وزن 100 كجم | حائز على الميدالية الذهبية الأولمبية 1980 في وزن 100 كجم | حائز على الميدالية الذهبية الأولمبية 1980 في وزن 100 كجم |
| -------------------------------------------------------- | -------------------------------------------------------- | -------------------------------------------------------- | -------------------------------------------------------- | -------------------------------------------------------- | -------------------------------------------------------- | -------------------------------------------------------- |
| فوز                                                      | يوليوس سترنيسكو                                          | 15–3                                                     |                                                          | 1980-07                                                  | الألعاب الأولمبية الصيفية 1980                           | موسكو                                                    |
| فوز                                                      | توماس بوسه                                               | 9–2                                                      |                                                          | 1980-07                                                  | الألعاب الأولمبية الصيفية 1980                           | موسكو                                                    |
| فوز                                                      | سلافشو تشيرفينكوف                                        | 6–4                                                      |                                                          | 1980-07                                                  | الألعاب الأولمبية الصيفية 1980                           | موسكو                                                    |
| فوز                                                      | أنتال بودو                                               | سقوط تقني                                                | 1:41                                                     | 1980-07                                                  | الألعاب الأولمبية الصيفية 1980                           | موسكو                                                    |
| فوز                                                      | باربارو مورغان                                           | سلبية                                                    | 7:02                                                     | 1980-07                                                  | الألعاب الأولمبية الصيفية 1980                           | موسكو                                                    |
| فوز                                                      | سانتياغو موراليس                                         | سقوط تيك                                                 | 3:42                                                     | 1980-07                                                  | الألعاب الأولمبية الصيفية 1980                           | موسكو                                                    |

## اقتباسات عن ماتي
قال المصارع السوفيتي العالمي والأولمبي إيفان ياريغين عن المصارع إيليا:
| إيليا ماتي | كانوا يخافون مني، والآن أنتظر بفارغ الصبر نزال ماتي. مع أنه لا يبدو مخيفًا ظاهريًا - رجل عادي، عضلاته لا تبرز، يمشي بثقة، ويصافح ببطء. لكن كل هذا خداع. على الحلبة، هو نابض بالحياة، نابض فولاذي، وتقنيته ممتازة. | إيليا ماتي |

عن أسلوب إيليا القتالي عبر المصارع السوفيتي العالمي يوري شاخمرادوف:
| إيليا ماتي | ما هو أهم ما يميز أسلوبه في المصارعة؟ نادرًا ما يخطئ. حركاته على الحلبة غير تقليدية، ويصعب على الخصم توقع ما سيفعله في لحظة. | إيليا ماتي |

فيكتور بوروتا عن تلميذه:
| إيليا ماتي | في مجال الرياضة، كان متعدد المهارات، وكما يُقال، كان ذكيًا جدًا، وفي مجال الإنسانية، لا يخيب آمال أصدقائه أبدًا، فهو جدير بالثقة، وحتى يومنا هذا، لا يُصادق إلا من نشأ معهم. هذه صفة مهمة | إيليا ماتي |

.

## التكريمات
- فارس من وسام الصداقة بين الشعوب  في الاتحاد السوفيتي.